# 可忽略衰老
可忽略的衰老（英語：Negligible senescence）是一個生物學術語，用於表示出一些沒有出現衰老或老化證據的生物體，例如一些生物沒有因年齡上升而出現生殖能力明顯下降、生物功能明顯下降，或隨著年齡的增長而死亡率大幅上升。 科學家發現，不少物種在成熟後死亡率並沒有增加。不過，這也可能只是意味著該生物體的壽命太長久，以至於研究人員的受試者還沒有活到可以衡量該物種壽命的時間。

## 例子
一些魚類，例如某些品種的鱘魚和粗眼石斑魚，以及一些烏龜和海龜被認為的衰老程度可以忽略不計，不過，最近對海龜的研究發現了野生海龜存在衰老的證據。
在植物中，白楊樹是長生不老的一個例子。 每棵樹在地面上可以存活 40-150 年，但克隆群的根系統壽命很長。 在某些情況下，這種情況會持續數千年，隨著舊樹幹在地面上的死亡，新的樹幹會長出來。世界上最長壽的樹，估計達到4789歲。
一些稀有生物，例如緩步動物，通常壽命較短，但如果它們進入隱生狀態，則能夠生存數千年，甚至可以無限期生存，從而使它們的新陳代謝可逆地暫停。

## 負衰老
有一些生物，會呈現負衰老狀態，即是生物随着年龄的增长，其死亡率反而下降、繁殖能力反而增加，這現象違反了冈珀茨-梅卡姆死亡率定律。例子如部分的燈塔水母。